# 青木義男
青木 義男 （あおき よしお、1957年 - ）は、日本の工学者。日本大学理工学部特任教授。専門は、安全設計工学・構造力学・複合材料力学・軌道エレベータ研究。祖父は、経済学者・元衆議院議員の青木孝義。宇宙エレベーター協会。

## 経歴
1980年、日本大学理工学部機械工学科卒業。1985年、同大学院生産工学研究科博士後期課程機械工学専攻修了。1998年、米国コロラド大学工学部航空宇宙工学科客員助教授。2005年、日本大学理工学部教授。2014年、日本大学理工学部次長（船橋校舎）。2020年、日本大学理工学部長。2021年、日本大学副学長。建築設備昇降機センター理事、先端材料技術協会副会長、国土交通省社会資本整備審議会昇降機等事故調査部会委員、日本複合材料学会理事、強化プラスチック協会理事などを歴任。

## 研究
- 局所フレキシビリティ法によるスペースフレーム構造の損傷同定  1999/04-現在
- 新機能材料を用いた車両構造のオンラインヘルスモニタリング  2002-現在
- 先端複合材料による自動車構造の衝撃吸収特性の向上に関する基礎研究  2005/04-現在
- 鋼線ワイヤーロープ用保守点検ロボットの開発  2009/04-現在
- 形状記憶合金を利用した制振電子実装基板の開発 [2]

等

## TV出演
- 2009年9月　WOWOWクエスト探求者たち宇宙エレベーターで宇宙へ！青木義男教授の挑戦
- 2011年9月　TBSテレビ・夢の扉＋　宇宙エレベーターで宇宙を目指せ！
- 2012年10月　TBSテレビ・夢の扉＋　宇宙エレベーターで宇宙を目指せ！－主人公のその後ー
- 2013年3月　テレビ東京・日経スペシャル 未来世紀ジパング　〜沸騰現場の経済学〜日本のエレベーター！世界に冠たる実力を徹底取材
- 2014年7月　テレビ東京ワールドビジネスサテライト　トレンドタマゴ　「宇宙エレベーター」
- 2014年3月　BS朝日・地球大好き未来便　宇宙エレベーター開発
- 2014年9月　BS11・未来ビジョン＃102　宇宙エレベーターで日本を宇宙開発大国に
- 2016年3月　テレビ朝日禁止の真相〜なんでダメか？探ってみた〜遊戯施設安全管理関連解説
- 2019年3月13日 TBSテレビ「宇宙プロジェクト2019」、3月13日(水)
- 2023年3月18日 NHK「有吉のお金発見 突撃!カネオくん」